# Thibaut Vion
Pour les articles homonymes, voir Vion.
Thibaut Vion, né le 11 décembre 1993 à Mont-Saint-Martin (France), est un footballeur français qui évolue au poste d'attaquant au CSKA Sofia.

## Biographie
Formé au FC Metz, Thibaut Vion quitte la France à 17 ans pour rejoindre le FC Porto où il marque 18 buts avec les U19 pour sa première saison. À partir de 2012, il intègre l'équipe réserve du FC Porto qui évolue en 2e division où il marque 1 but en 34 apparitions.
Parallèlement, il est sélectionné avec l'équipe de France des moins de 19 ans et participe en 2012 au championnat d'Europe de football des moins de 19 ans en Estonie, où la France termine demi-finaliste. L'année suivante, Thibaut Vion se qualifie pour la finale de la coupe du monde des moins de 20 ans en Turquie avec l'équipe de France de cette catégorie. Il marque un but lors du match du premier tour face l'Espagne (défaite 2-1).
Alors qu'il passe à nouveau la première partie de saison 2013-2014 avec l'équipe réserve du FC Porto, il retourne vers son club formateur afin de renforcer le secteur offensif du FC Metz, avec la signature d'un contrat de 4 ans et demi.
Il inscrit son premier but avec le FC Metz lors des seizièmes de finale de la Coupe de la Ligue face à l'OGC Nice le 29 octobre 2014.
En août 2015, il est prêté pendant un an sans option d'achat au RFC Seraing, club satellite du FC Metz, qui évolue alors en Proximus League (deuxième division belge). Il y disputera 15 rencontres de championnat pour deux buts inscrits.
En août 2017, il signe un contrat avec les Chamois niortais Football Club.
Après trois bonnes saisons en Ligue 2, il s'engage avec le CSKA Sofia qui est qualifié pour la phase finale de l'Europa League 2020/2021. A 26 ans, il fait ses premiers pas sur la scène européenne.
Il remporte la coupe de Bulgarie 2021, ce qui permet au CSKA Sofia d'être une nouvelle fois européen lors de la saison 2021/2022.

## Statistiques
| Saison                | Club                  | Championnat           | Championnat | Championnat | Coupe nationale | Coupe nationale | Coupe de la Ligue | Coupe de la Ligue | Compétition(s) continentale(s) | Compétition(s) continentale(s) | Compétition(s) continentale(s) | Barrage | Barrage | Total | Total |
| Saison                | Club                  | Division              | M.          | B.          | M.              | B.              | M.                | B.                | Comp.                          | M.                             | B.                             | M.      | B.      | M.    | B.    |
| 2012-2013             | FC Porto B            | Segunda Liga          | 34          | 1           | -               | -               | -                 | -                 | -                              | -                              | -                              | -       | -       | 34    | 1     |
| 2013-2014             | FC Porto B            | Segunda Liga          | 9           | 2           | -               | -               | -                 | -                 | -                              | -                              | -                              | -       | -       | 9     | 2     |
| Sous-total            | Sous-total            | Sous-total            | 43          | 3           | -               | -               | -                 | -                 | -                              | -                              | -                              | -       | -       | 43    | 3     |
| 2013-2014             | FC Metz               | Ligue 2               | 11          | 0           | -               | -               | -                 | -                 | -                              | -                              | -                              | -       | -       | 11    | 0     |
| 2014-2015             | FC Metz               | Ligue 1               | 5           | 0           | 2               | 1               | -                 | -                 | -                              | -                              | -                              | -       | -       | 7     | 1     |
| 2016-2017             | FC Metz               | Ligue 1               | 13          | 2           | 1               | 0               | 2                 | 0                 | -                              | -                              | -                              | -       | -       | 16    | 2     |
| Sous-total            | Sous-total            | Sous-total            | 29          | 2           | 3               | 1               | 2                 | 0                 | -                              | -                              | -                              | -       | -       | 34    | 3     |
| 2015-2016             | RFC Seraing (prêt)    | Proximus League       | 15          | 2           | -               | -               | -                 | -                 | -                              | -                              | -                              | -       | -       | 15    | 2     |
| 2017-2018             | Chamois niortais      | Ligue 2               | 25          | 2           | 1               | 0               | -                 | -                 | -                              | -                              | -                              | -       | -       | 26    | 2     |
| 2018-2019             | Chamois niortais      | Ligue 2               | 27          | 0           | 3               | 1               | 1                 | 0                 | -                              | -                              | -                              | -       | -       | 31    | 1     |
| 2019-2020             | Chamois niortais      | Ligue 2               | 21          | 2           | 2               | 0               | 3                 | 0                 | -                              | -                              | -                              | -       | -       | 26    | 2     |
| Sous-total            | Sous-total            | Sous-total            | 73          | 4           | 6               | 1               | 4                 | 0                 | -                              | -                              | -                              | -       | -       | 83    | 5     |
| 2020-2021             | CSKA Sofia            | Efbet Liga            | 14          | 2           | 3               | 0               | -                 | -                 | C3                             | 5                              | 0                              | 5       | 0       | 27    | 2     |
| 2021-2022             | CSKA Sofia            | Efbet Liga            | 16          | 0           | 4               | 0               | -                 | -                 | C4                             | 4                              | 0                              | 3       | 0       | 27    | 0     |
| 2022-2023             | CSKA Sofia            | Efbet Liga            | 29          | 0           | 2               | 0               | -                 | -                 | C4                             | 6                              | 0                              | 5       | 0       | 42    | 0     |
| 2023-2024             | CSKA Sofia            | Efbet Liga            | 28          | 2           | 4               | 0               | -                 | -                 | C4                             | 2                              | 0                              | 5       | 0       | 39    | 2     |
| 2024-2025             | CSKA Sofia            | Efbet Liga            | 28          | 2           | 6               | 0               | -                 | -                 | -                              | -                              | -                              | 5       | 1       | 39    | 3     |
| 2025-2026             | CSKA Sofia            | Efbet Liga            | 3           | 0           | -               | -               | -                 | -                 | -                              | -                              | -                              | -       | -       | 3     | 0     |
| Sous-total            | Sous-total            | Sous-total            | 118         | 6           | 19              | 0               | -                 | -                 | -                              | 17                             | 0                              | 23      | 1       | 177   | 7     |
| Total sur la carrière | Total sur la carrière | Total sur la carrière | 278         | 17          | 28              | 2               | 6                 | 0                 | -                              | 17                             | 0                              | 23      | 1       | 352   | 20    |

## Palmarès

### En club
- FC Metz
  - Championnat de France de Ligue 2
    - Vainqueur : 2014

- CSKA SOFIA
  - Championnat de Bulgarie de football :
    - Vice-champion en 2022 et 2023.

  - Coupe de Bulgarie de football (1) :
    - Vainqueur de la Coupe de Bulgarie en 2021.
    - Finaliste de la Coupe de Bulgarie en 2022.

### En sélection
- France -20 ans
  - Coupe du monde des moins de 20 ans :
    - Vainqueur : 2013.